# Fructuoso de Miguel y Mauleón
Fructuoso de Miguel y Mauleón (Arróniz, 21 de enero de 1832 – Madrid, 3 de abril de 1915) fue un militar y político navarro. Fue General de división del Cuerpo de Estado Mayor y político liberal. Diputado a Cortes por Estella en 1876, 1879 y 1881, Subsecretario del Ministerio de la Guerra y Consejero del Consejo Supremo de Guerra y Marina.

## Biografía
Hijo del propietario José María de Miguel y de Manuela Mauleón. Con 16 años ingresó en el Colegio General Militar saliendo con el grado de alférez. Hasta el 1856 estuvo en Escuela Especial de Estado Mayor y fue ascendido a teniente.

Intervino en la revolución de 1854, la Vicalvarada, y por su actuación obtuvo la Cruz de San Fernando de 1. ª Clase.

En 1858 abandono la península dirigiéndose a Cuba como comandante del Cuerpo de los Ejércitos de Ultramar donde actuó como miembro de la Junta que se formó para redactar y proponer el Plan General de Defensa de Cuba. 

En 1861 se trasladó a México, y tras Ley de suspensión de pagos de 1861 de México por parte de Benito Juárez, bajo el mando de Juan Prim, tuvo Fructuoso de Miguel como comandante de Estado Mayor la misión de entregar al gobernador de Veracruz el ultimátum para que se rindiera esa plaza y el castillo fortificado de San Juan de Ulúa en el plazo de veinticuatro horas. El ultimátum surtió efecto y ambas posiciones fueron ocupadas por las tropas españolas el 17 de diciembre, sin derramamiento de sangre.

Partió a Santo Domingo en 1863 y fue nombrado jefe de Estado Mayor de la 1.ª División de Operaciones, que tenía su Cuartel General en Guanuma,. Por su comportamiento valeroso lo ascendieron a teniente coronel de Caballería.

Regresó a la Península, donde permaneció dos años. En agosto de 1867 lo ascendieron a teniente coronel de Estado Mayor y pidió, de nuevo, su incorporación al Ejército de Ultramar.
En 1869 fue destinado como jefe de Estado Mayor en Santiago de Cuba, bajo las órdenes del conde de Valmaseda donde luchó contra los insurgentes del Departamento Oriental.
A mediados de 1870 abandonó Cuba y regresó de nuevo a la Península, con el grado de coronel de Estado Mayor del Ejército, que alcanzó por su comportamiento y buenos servicios en la campaña de Cuba.
En octubre de 1873 se incorporó al campamento de la Palma, frente a Cartagena, con la misión de reducir a los cantonalistas que habían declarado la independencia de aquella ciudad. El 12 de enero de 1874 el Cantón de Cartagena se rindió y se le concedió la Cruz Roja del Mérito Militar de 2.ª Clase. Dos años más tarde, fue promovido al empleo de brigadier por “sus servicios al frente de la plaza de Cartagena hasta después de la rendición de dicha plaza”. En enero de 1875 participó en la tercera guerra carlista, en el cerco de Pamplona.

El 22 de mayo de 1875 abandona las milicias y pasó a la política, consiguió el puesto de oficial 1.º del Ministerio de la Guerra, y desde allí trabajó su candidatura al Parlamento. Obtuvo el acta de diputado a Cortes por el distrito de Estella, lo que le permitió participar en la sesión del 30 de junio de 1876, donde se aprobó la nueva Constitución española, que permaneció vigente todo el período de la Restauración.

En marzo de 1879, el ministro  Martínez Campos, con quien tenía una cercana relación le nombró subsecretario del Ministerio de la Guerra.
Volvió a obtener el acta de diputado por Estella en las elecciones generales de ese año y repitió dos veces más. Fue Ministro de la Guerra Interino durante la ausencia de Martínez Campos en 1883. En 1883, siendo ya mariscal de campo decidió a pesar de las peticiones que diputados y senadores por Navarra le hicieron, no presentarse a diputado nacional por el distrito de Estella, dimitió del cargo de subsecretario, y se le nombró consejero del Consejo Supremo de Guerra y Marina, cargo que ocupó hasta el 1 de enero de 1886, en que pasó a la reserva, a petición propia, con tan sólo cincuenta y cuatro años.

## Condecoraciones
Por su amplia carrera militar fue merecedor entre otras de distintas condecoraciones; la de San Fernando de 1. ª Clase; la de Carlos III; la Gran Cruz de San Hermenegildo; la de Cuba con distintivo rojo; la de la Guerra Civil de 1873-1874, con el pasador de Cartagena; la Cruz roja de 3. ª Clase del Mérito Militar, y la Cruz blanca de 3. ª Clase del Mérito Militar.